# Анеліно
Анеліно (пол. Anielino, нім. Dorotheenhof) — село в Польщі, у гміні Добра Лобезького повіту Західнопоморського воєводства.
Населення — 69 осіб (2011).

## Демографія
Демографічна структура станом на 31 березня 2011 року:
|          | Загалом | Допрацездатний вік | Працездатний вік | Постпрацездатний вік |
| -------- | ------- | ------------------ | ---------------- | -------------------- |
| Чоловіки | 32      | 8                  | 24               | 0                    |
| Жінки    | 37      | 5                  | 21               | 11                   |
| Разом    | 69      | 13                 | 45               | 11                   |